# ポルレッツァ
ポルレッツァ（伊: Porlezza）は、イタリア共和国ロンバルディア州コモ県にある、人口約4,800人の基礎自治体（コムーネ）。

## 地理

### 位置・広がり
コモ県北西部、ルガーノ湖畔のコムーネ。ヴァル・メナッジョに位置する。県都コモから北へ25kmの距離にある。

#### 隣接コムーネ
隣接するコムーネは以下の通り。
- ベーネ・ラーリオ
- カルラッツォ
- クライーノ・コノステノ
- コッリド
- ポンナ
- トレメッツィーナ
- ヴァル・レッツォ
- ヴァルソルダ

### 地震分類
イタリアの地震リスク階級 (it) では、4 に分類される
。

## 行政

### 山岳部共同体
広域行政組織である山岳部共同体「ヴァッリ・デル・ラーリオ・エ・デル・チェレージオ山岳部共同体」 (it:Comunità montana Valli del Lario e del Ceresio) （事務所所在地: グラヴェドーナ・エドゥニーティ）を構成するコムーネの一つである。

### 分離集落
ポルレッツァには、以下の分離集落（フラツィオーネ）がある。
- Agria, Begna, Cima, Tavordo

## 人物

### おもな出身者
- ジャコモ・デッラ・ポルタ - 16世紀の彫刻家。